# Team Jayco AlUla/2023
Deze pagina geeft een overzicht van de UCI World Tour wielerploeg Team Jayco AlUla in 2023.

## Algemeen
Sponsors: Jayco, AlUla
Algemeen manager: Brent Copeland
Teammanager: Matthew White
Ploegleiders: Vittorio Algeri, Mathew Hayman, Tristan Hoffman, David McPartland, Marco Pinotti, Andrew Smith, Brian Stephens, Rafael Valls, Pieter Weening, Valerio Piva
Fietsen: Giant

## Renners
| Naam                    | Geboortedatum | Nationaliteit       | Ploeg 2022                          |
| ----------------------- | ------------- | ------------------- | ----------------------------------- |
| Alexandre Balmer        | 04-05-2000    | Zwitserland         |                                     |
| Welay Hagos Berhe       | 22-10-2001    | Ethiopië            | EF Education-NIPPO Development Team |
| Kevin Colleoni          | 11-11-1999    | Italië              |                                     |
| Lawson Craddock         | 20-02-1992    | Verenigde Staten    |                                     |
| Alessandro De Marchi    | 19-05-1986    | Italië              | Israel-Premier Tech                 |
| Eddie Dunbar            | 01-09-1996    | Ierland             | INEOS Grenadiers                    |
| Luke Durbridge          | 09-04-1991    | Australië           |                                     |
| Felix Engelhardt        | 19-08-2000    | Duitsland           | Tirol KTM Cycling Team              |
| Tsgabu Grmay            | 25-08-1991    | Ethiopië            |                                     |
| Dylan Groenewegen       | 21-06-1993    | Nederland           |                                     |
| Lucas Hamilton          | 12-02-1996    | Australië           |                                     |
| Chris Harper            | 23-11-1994    | Australië           | Jumbo-Visma                         |
| Michael Hepburn         | 17-08-1991    | Australië           |                                     |
| Amund Grøndahl Jansen   | 11-02-1994    | Noorwegen           |                                     |
| Christopher Juul-Jensen | 06-07-1989    | Denemarken          |                                     |
| Jan Maas                | 19-02-1996    | Nederland           |                                     |
| Michael Matthews        | 26-09-1990    | Australië           |                                     |
| Luka Mezgec             | 27-06-1988    | Slovenië            |                                     |
| Kelland O'Brien         | 22-05-1998    | Australië           |                                     |
| Jesús David Peña        | 08-05-2000    | Colombia            |                                     |
| Rudy Porter             | 15-12-2000    | Australië           | Trinity Racing                      |
| Lukas Pöstlberger       | 10-01-1992    | Oostenrijk          | BORA-hansgrohe                      |
| Blake Quick             | 26-02-2000    | Australië           | Trinity Racing                      |
| Elmar Reinders          | 14-03-1992    | Nederland           |                                     |
| Callum Scotson          | 10-08-1996    | Australië           |                                     |
| Matteo Sobrero          | 14-05-1997    | Italië              |                                     |
| Campbell Stewart        | 12-05-1998    | Australië           |                                     |
| Zdeněk Štybar           | 11-12-1985    | Tsjechië            | Quick Step-Alpha Vinyl              |
| Simon Yates             | 07-08-1992    | Verenigd Koninkrijk |                                     |
| Filippo Zana            | 18-03-1999    | Italië              | Bardiani-CSF-Faizanè                |

### Stagiairs
Per 1 augustus 2023
| Naam                | Geboortedatum | Nationaliteit | Vorige ploeg            |
| ------------------- | ------------- | ------------- | ----------------------- |
| Adam Holm Jørgensen | 1-9-2002      | Denemarken    | BHS - PL Beton Bornholm |
| Hamish McKenzie     | 13-9-2004     | Australië     | ARA-Skip Capital        |

### Vertrokken
| Naam                | Geboortedatum | Nationaliteit | Ploeg 2023               |
| ------------------- | ------------- | ------------- | ------------------------ |
| Jack Bauer          | 07-04-1987    | Nieuw-Zeeland | Q36.5 Pro Cycling Team   |
| Sam Bewley          | 22-07-1987    | Nieuw-Zeeland | Gestopt                  |
| Alexander Edmondson | 22-12-1993    | Australië     | Team DSM                 |
| Kaden Groves        | 23-12-1998    | Australië     | Alpecin-Deceuninck       |
| Damien Howson       | 13-08-1992    | Australië     | Q36.5 Pro Cycling Team   |
| Tanel Kangert       | 11-03-1987    | Estland       | Gestopt                  |
| Alexander Konysjev  | 25-07-1998    | Italië        | Team Corratec            |
| Cameron Meyer       | 12-02-1996    | Australië     | Gestopt                  |
| Nick Schultz        | 13-09-1994    | Australië     | Israel-Premier Tech      |
| Dion Smith          | 03-03-1994    | Nieuw-Zeeland | Intermarché-Circus-Wanty |

## Overwinningen
| Nationale kampioenschappen wielrennen Ethiopië - tijdrit: Tsgabu Grmay Tour Down Under 5e etappe: Simon Yates Puntenklassement: Michael Matthews Ronde van Saoedi-Arabië 1e etappe: Dylan Groenewegen Puntenklassement: Dylan Groenewegen Ronde van de Verenigde Arabische Emiraten 5e etappe: Dylan Groenewegen Parijs-Nice Ploegenklassement: *1) Per Sempre Alfredo Felix Engelhardt Ronde van Italië 3e etappe: Michael Matthews 18e etappe: Filippo Zana | Ronde van Hongarije 1e etappe: Dylan Groenewegen Veenendaal-Veenendaal Classic Dylan Groenewegen Ronde van Slovenië 1e etappe: Dylan Groenewegen 2e etappe: Dylan Groenewegen 4e etappe: Jesús David Peña Eindklassement: Filippo Zana Ronde van Oostenrijk 4e etappe: Matteo Sobrero Jongerenklassement: Jesús David Peña Ploegenklassement: *2) Ronde van Castilië en León 1e etappe: Felix Engelhardt Puntenklassement: Felix Engelhardt | CRO Race 6e etappe: Campbell Stewart Hong Kong Challenge Lukas Pöstlberger |

*1) Ploeg Parijs-Nice: Durbridge, Hamilton, Harper, Matthews, O'Brien, Sobrero, Yates
*2) Ploeg Ronde van Oostenrijk: Berhe, Engelhardt, Hamilton, Peña, Porter, Pöstlberger, Sobrero
Mannen: 2012 · 2013 · 2014 · 2015 · 2016 · 2017 · 2018 · 2019 · 2020 · 2021 · 2022 · 2023 · 2024  · 2025
Vrouwen: 2012 · 2013 · 2014 · 2015 · 2016 · 2017 · 2018 · 2019 · 2020 · 2021 · 2022 · 2023 · 2024 · 2025
AG2R-Citroën · Alpecin-Deceuninck · Astana Qazaqstan · Bahrain Victorious · BORA-hansgrohe · Cofidis · EF Education-EasyPost · Groupama-FDJ · INEOS Grenadiers · Intermarché-Circus-Wanty  · Jumbo-Visma · Movistar Team · Soudal-Quick Step · Team Arkéa Samsic · Team DSM · Team Jayco AlUla · Trek-Segafredo · UAE Team Emirates